# Opéra comique
Opéra comique је жанр француске опере који садржи говорне дијалоге и арије. Настао је из популарних opéras comiques en vaudevilles Сајамских позоришта Сен Жермен и Сен Лоран (и у мањој мери Comédie-Italienne), које су комбиновале постојеће популарне мелодије са говорним деоницама. Повезана са истоименим париским позориштем, opéra comique није нужно комична или плитка по природи; Кармен, можда најпознатија opéra comique, је трагедија.

## Употреба термина
Термин opéra comique је сложеног значења и не може се једноставно превести као "комична опера". Жанр је настао почетком 18. века  са хумористичким и сатиричним представама извођеним у позориштима париских сајмова које су садржале песме (vaudevilles), са новим речима постављеним на већ постојећу музику. Фраза opéra comique en vaudevilles или слично често се примењивала на ова дела у раној фази. Средином 18. века, композитори су почели да пишу оригиналну музику како би заменили водвиље, под утицајем лакших типова италијанске опере (нарочито La serva padrona Ђованија Батисте Перголезија). Овај облик opéra comique је често био познат као comédie mêlée d'ariettes, али опсег тема које је покривао проширио се изван комичног. До 19. века, opéra comique је често значила нешто више од дела са говорним дијалогом која су се изводила у Opéra-Comique театру, за разлику од дела са рецитативом која су се појављивала у Париској опери. Тако, вероватно најпознатија од свих opéra comique, Кармен, Жоржа Бизеа, има трагичну тему. Као што Елизабет Бартлет и Ричард Ленгам Смит примећују у свом чланку у Гроуву (The New Grove Dictionary of Music and Musicians) на ову тему, композитори и либретисти су често одбијали употребу кровног термина opéra comique у корист прецизнијих назива.

## Историја

### Почеци
Opéra comique је почела у раном осамнаестом веку у позориштима два годишња париска сајма,  Сен Жермен и Сен Лоран. Овде су представе почеле да укључују музичке нумере зване водвиљи (vaudevilles), које су биле постојеће популарне мелодије са промењеним, новим речима. Представе су биле духовите и често су садржавале сатиричне нападе на званична позоришта као што је Комеди франсез. Године 1715. два сајамска позоришта су стављена под окриље институције под називом Théâtre de l'Opéra-Comique. Упркос жестоком противљењу ривалских позоришта, подухват је процветао и водећи драмски писци тог времена, укључујући Алена Ренеа Лесажа и Алексиса Пирона, допринели су својим делима у новој форми.

### Крај 18. века
Querelle des Bouffons (1752–1754), свађа између заговорника француске и италијанске музике, била је велика прекретница за opéra comique. Чланови проиталијанске фракције, попут филозофа и музичара Жана Жака Русоа, напали су озбиљну француску оперу, коју представљају музичке трагедије Жана Филипа Рамоа, у корист онога што су видели као једноставност и „природност“ италијанске комичне опере (опера буфа); пример је Перголезијева La serva padrona, коју је у Паризу извела путујућа италијанска трупа. Године 1752, Русо је створио кратку оперу под утицајем Перголезија, Le devin du village, у покушају да своје идеје музичке једноставности и природности уведе у Француску. Следеће године, шеф позоришта Сен Лоран, Жан Моне, наручио је од композитора Антоана Доверњеа да направи француску оперу у стилу La serva padrona. Резултат је био Les troqueurs, који је Моне представио као дело италијанског композитора који живи у Бечу и течно говори француски, заваравајући тако присташе италијанске музике да јој пруже топлу добродошлицу. Доверњеова опера, са једноставном радњом, свакодневним ликовима и италијанским мелодијама, имала је огроман утицај на следећу opéra comique, постављајући модни тренд за компоновање нове музике, а не за рециклирање старих мелодија. Међутим, оно што се разликовало од каснијих opéras comiques је то што није садржала говорни дијалог. Доверње је у томе следио пример Перголезијеве La serva padrona.
Кратке, привлачне мелодије које су замениле водвиље биле су познате као аријете, а многе opéra comiques у касном 18. веку су биле стилизоване као comédies mêlées d'ariettes. Њихови либретисти су често били драмски писци, вешти да иду у корак са најновијим трендовима у позоришту. Луј Ансом, Мишел-Жан Седен и Шарл Сејмон Фавар били су међу најпознатијим међу овим драматичарима. Познати композитори opéras comiques 1750-их и 1760-их су Еђидио Дуни, Пјер-Александер Монсињи и Франсоа-Андре Филидор. Дуни, Италијан који је радио на франкофилском двору у Парми, компоновао је Le peintre amoureux de son modèle 1757. на либрето Ансома. Успех је подстакао је композитора да се трајно пресели у Париз и написао је 20-ак дела за француску сцену. Монсињи је сарађивао са Седеном у делима која су мешала комедију са озбиљним друштвеним и политичким елементом. Le roi et le fermier (1762) садржи теме просветитељства као што су врлине обичних људи и потреба за слободом и једнакошћу. Њихов највећи успех, Le déserteur (1769), односи се на причу о војнику који је осуђен на смрт због дезертирања из војске. Филидорова најпознатија opéra comique била је Том Џонс (1765), заснована на истоименом роману Хенрија Филдинга из 1749. године. Препознатљива је по својим реалистичним ликовима и бројним ансамблима.
Најважнији и најпопуларнији композитор opéra comique крајем 18. века био је Андре Гретри. Био је свестрани композитор који је проширио опсег opéra comique како би покрио широк спектар тема, од оријенталне бајке Zémire et Azor (1772) до музичке сатире Le jugement de Midas (1778) и домаће фарсе L`amant jaloux (1778). Његово најпознатије дело била је историјска „спасилачка опера“, Richard Coeur-de-lion (1784), која је постигла међународну популарност, доспевши у Лондон 1786. и Бостон 1797.

### Револуција и 19. век
Француска револуција донела је многе промене у музички живот Париза. Године 1793. назив Comédie-Italienne је промењен у Opéra-Comique, али више није имао монопол на извођење опера са говорним дијалозима и суочио се са озбиљним ривалством Театра Фејдо, који је такође производио дела у стилу opéra comique. Оpéra comique је генерално постала драматичнија и мање комична и почела је да показује утицај музичког романтизма. Главни композитори opéra comique током револуционарне ере били су Етјен Мил, Никола Далерак, Родолф Кројцер, Анри-Монтан Бертон, Луиђи Керубини, Пјер Гаво и Франсоа Девијен. Оркестрација и хармонија су сложенији него у музици претходне генерације; покушава се смањити количина говорног дијалога, а јединство се обезбеђује техникама као што је „мотив реминисценције“ (понављајуће музичке теме које представљају лик или идеју).
Године 1801. Opéra-Comique и театар Фејдо спојени су из финансијских разлога. Париска публика тог времена такође је волела италијанску оперу, посећујући Италијански театар да би видела оперу буфа и дела у новом модном стилу белканто, посебно Росинијева, чија се слава ширила Европом. Росинијев утицај почео је да прожима француску opéra comique.